# 圆形黄耆
圆形黄耆（学名：Astragalus orbiculatus）是豆科黄芪属的植物。分布于俄罗斯、巴基斯坦、阿富汗以及中国大陆的新疆等地，见于芦苇丛、潮湿盐渍地、河谷和盐渍化草甸，目前尚未由人工引种栽培。